# Грусс, Каролина
Кароли́на Грусс (нем. Caroline Gruss) — швейцарская кёрлингистка.

## Достижения
- Чемпионат Швейцарии по кёрлингу среди женщин: золото (1996).
- Чемпионат Швейцарии по кёрлингу среди юниоров: золото (1992).

## Команды
| Сезон   | Четвёртый      | Третий         | Второй       | Первый         | Запасной        | Турниры                      |
| ------- | -------------- | -------------- | ------------ | -------------- | --------------- | ---------------------------- |
| 1991—92 | Каролина Грусс | Magali Pont    | Сильви Мейло | Nancy Guignard |                 | ЧШЮ 1992                     |
| 1992—93 | Каролина Грусс | Magali Pont    | Сильви Мейло | Nancy Guignard | Мануэла Корман  | ЧМЮ 1993 (9 место)           |
| 1995—96 | Каролина Грусс | Коринн Аннелер | Сильви Мейло | Сахель Райзер  | Барбара Шенкель | ЧШЖ 1996 · ЧМ 1996 (7 место) |

(скипы выделены полужирным шрифтом)